# Trevor R. Bryce
Trevor Robert Bryce ( /braɪs/ ; né en 1940) est un hittitologue australien spécialisé dans l'histoire ancienne et classique du Proche-Orient. Il est semi-retraité et vit à Brisbane.
Son livre, The Kingdom of the Hittites, est populaire parmi les lecteurs anglophones car les études Hittites sont surtout disponibles en langue allemande. Une nouvelle édition améliorée et mise à jour de ce livre populaire, comprenant 90 pages supplémentaires, a été publiée en 2005. Bryce est professeur émérite à l'École d'histoire, de philosophie, de religion et de lettres classiques de l'Université du Queensland.

## Famille
Il a deux enfants et cinq petits-enfants.[réf. nécessaire]

## Prix et distinctions
- 1989 Fellow, Académie australienne des sciences humaines
- Médaille du Centenaire 2001
- 2010 Docteur en lettres, Université du Queensland

## Publications sélectionnées
- Trevor Bryce, The Major Historical Texts of Early Hittite History, St Lucia, Queensland, University of Queensland, 1983, 178 p. (ISBN 9780867761221, OCLC 27112912, lire en ligne)
- Trevor Bryce, The Parting Mists of Ancient Anatolia, Armidale, New South Wales, University of New England, 1986, 28 p. (ISBN 9780858346093, OCLC 29017190, lire en ligne)
- Trevor Bryce et Jan Zahle, The Lycians: A Study of Lycian History and Civilisation to the Conquest of Alexander the Great, Copenhagen, Museum Tusculanum Press, 1986 (ISBN 9788772890234, OCLC 15541012, lire en ligne) — Planned as a two-volume project, only Volume 1 has been published: Trevor Bryce, The Lycians in Literary and Epigraphic Sources, vol. 1, Copenhagen, Museum Tusculanum Press, 1986, 273 p. (ISBN 9788772890234, OCLC 19846329, lire en ligne)
- Trevor Bryce, The Kingdom of the Hittites, Oxford, Oxford University Press, 1999, 464 p. (ISBN 9780199240104, OCLC 264593433, lire en ligne)
- Trevor Bryce, Life and Society in the Hittite World, Oxford, Oxford University Press, 2002, 312 p. (ISBN 9780199241705, OCLC 49518946, lire en ligne)
- Trevor Bryce, Letters of the Great Kings of the Ancient Near East: The Royal Correspondence of the late Bronze Age, London, Routledge, 2003, 253 p. (ISBN 9780415258579, OCLC 52159937, lire en ligne)
- Trevor Bryce et Adam Hook, Hittite Warrior, Oxford, Osprey Publishing, coll. « Warrior », 2007, 64 p. (ISBN 9781846030819, OCLC 137222181, lire en ligne)
- Trevor Bryce, The Routledge Handbook of the Peoples and Places of Ancient Western Asia: From the Early Bronze Age to the Fall of the Persian Empire, London, Routledge, 2009, 887 p. (ISBN 9780415394857, OCLC 289096010, lire en ligne)
- Trevor Bryce, The World of the Neo-Hittite Kingdoms: A Political and Military History, Oxford, Oxford University Press, 2012, 356 p. (ISBN 9780199218721, OCLC 757930804, lire en ligne)
- Trevor Bryce et Jessie Birkett-Rees, Atlas of the Ancient Near East: From Prehistoric Times to the Roman Imperial Period, London, Routledge, 2016, 336 p. (ISBN 9780415508018, lire en ligne)
- Trevor Bryce, Babylonia: A Very Short Introduction, Oxford, Oxford University Press, 2016, 143 p. (ISBN 9780198726470, OCLC 757930804, lire en ligne)
- Trevor Bryce, Warriors of Anatolia: A Concise History of the Hittites, London, Bloomsbury Academic, 2019, 300 p. (ISBN 9781350140783, OCLC 49518946, lire en ligne)

## Remarques
1. ↑  Book review by Gary Beckman
2. ↑  Book review by Stefanie A. H. Kennell